# King Mob
King Mob war eine radikale aktionistische Londoner Künstlergruppe.
Die britische Sektion der Situationistischen Internationalen wurde 1967 wegen ihrer Verbindungen zur anarchistischen New Yorker Künstlergruppe Up Against The Wall Motherfuckers ausgeschlossen, ihre Mitglieder gründeten King Mob. Der Name leitet sich von der Parole His Majesty King Mob ab, die von Beteiligten an den Gordon Riots, einem protestantischen Aufruhr gegen die Gleichberechtigung der Katholiken Ende des 18. Jahrhunderts an die Wände des Londoner Newgate Gefängnisses geschmiert wurde. Der Name ist mit „König Pöbel“ zu übersetzen und drückt die antistaatlichen und anarchistischen Tendenzen der Gruppe aus.
In einer ihrer Aktionen verschenkte ein als Weihnachtsmann verkleideter King Mobber in einem Londoner Kaufhaus Spielzeug an Kinder.
Die daraufhin herbeigerufene Polizei musste den Kindern die Waren wieder abnehmen, die ungläubig dabei zusahen, wie der Weihnachtsmann verhaftet wurde. Einer der 25 Teilnehmer an der Aktion war Malcolm McLaren, späterer Manager der Sex Pistols.
King Mob ist außerdem einer der Hauptakteure in Grant Morrisons Comic The Invisibles.